# Streaplers
Streaplers er et svensk danseband der blev dannet i 1959.